# Oggi sposi (film, 2009)
Pour les articles homonymes, voir Oggi sposi.
Pour plus de détails, voir Fiche technique et Distribution.
Oggi sposi est un film comique italien réalisé par Luca Lucini et sorti en 2009.

## Synopsis
Le film expose les mésaventures entremêlées de quatre couples, dans les derniers jours avant leurs mariages respectifs.
Dans le premier couple, un policier (Luca Argentero) originaire des Pouilles va épouser une Indienne, au grand dam des parents des deux côtés, très attachés à leurs traditions. Le père du fiancé (Michele Placido), paysan aux méthodes directes, voudrait un mariage catholique célébré dans le pays des Pouilles où il réside, tandis que le père de la fiancée, ambassadeur indien en Italie, ne veut pas renoncer à des noces en rite hindou. À la fin, les deux pères se découvriront bien plus proches que leurs appartenances culturelles ne le laissaient présager.
Le second couple, c'est un homme assez âgé et très riche (Renato Pozzetto) qui va épouser Giada, une jeune femme à la poitrine volumineuse (Carolina Crescentini). Mais la famille du vieux résiste, surtout le fils timide et complexé (Filippo Nigro), qui travaille dans le ministère public, et mettra tout en jeu pour découvrir les réelles intentions de la jeune femme. À la fin, il devient amoureux de celle qu'il espionne, et se débarrasse de ses phobies.
Le troisième couple est sans le sou : cependant, pour satisfaire les manies de grandeur de sa mère, le fiancé (Dario Bandiera) organise sa réception en même temps que celle d'un couple plus riche et fameux, ce qui lui vaudra de se trouver impliqué dans une querelle mafieuse.
Le quatrième couple se compose d'un jeune homme fameux dans le monde de la finance (Francesco Montanari) et d'une actrice débutante aussi inconsistante que sa poitrine est proéminente (Gabriella Pession). Peu avant le mariage, ils découvrent qu'ils ne s'aiment pas, mais les avantages qu'ils vont en tirer sont trop désirables à tous les deux pour y renoncer.

## Fiche technique
- Titre : Oggi sposi
- Genre : comédie romantique
- Réalisateur : Luca Lucini
- Scénario : Fausto Brizzi, Marco Martani, Fabio Bonifacci
- Producteur : Riccardo Tozzi, Marco Chimenz, Giovanni Stabilini pour Cattleya, Universal
- Image : Manfredo Archinto
- Montage : Fabrizio Rossetti
- Musique : Giuliano Taviani, Carmelo Travia
- Costumes : Roberto Chiocchi
- Ratio : 2.35:1
- Durée : 120 minutes

## Distribution
- Luca Argentero : Nicola Impanato
- Moran Atias : Alopa
- Dario Bandiera : Salvatore Sciacca
- Isabella Ragonese : Chiara Malagò
- Carolina Crescentini : Giada
- Filippo Nigro: Fabio Di Caio
- Francesco Montanari : Attilio Panecci
- Gabriella Pession : Sabrina Monti
- Michele Placido : Sabino Impanato
- Renato Pozzetto : Renato Di Caio
- Lunetta Savino : Violetta Abbatescianni à Impanato
- Elena Lietti : Lorenza
- Hassani Shapi : l'ambassadeur
- Francesco Pannofino : Peppino Impanato
- Caterina Guzzanti : policière Ghedini
- Vitalba Andrea : mère de Salvatore
- Stefano Bicocchi : policier Vito
- Angela Favella : fille au bouquet
- Angelo Pisani : styliste
- Marilise Blasi : fille à l'araignée

## Production
Le film, produit par la firme Cattleya, a été reconnu comme d'interesse culturale nazionale (d'intérêt culturel national) par la direction générale pour le cinéma du ministère des Biens et Activités culturels et du Tourisme. Ses rentrées sont considérables : 3 269 000 €. Il a été diffusé pour la première fois sur la télévision le 11 octobre 2011 sur Canale 5, suivi par 3 655 000 téléspectateurs, soit 14,72% de l'audience.